# Vasile-Cristian Achiței
Vasile-Cristian Achiței (n. 1 ianuarie 1969

) este un deputat român, ales în 2016 pe listele PNL.